# Betty Jo Teeter Dobbs
Betty Jo Teeter Dobbs (19 octobre 1930, 29 mars 1994) est une historienne des sciences américaine, spécialiste des travaux alchimiques de Isaac Newton. Elle a reçu en 1997 la Médaille George Sarton.

## Publications
- The Foundations of Newton's Alchemy, or The Hunting of the Greene Lyon (1975)
- Alchemical Death and Resurrection: The Signification of Alchemy in the Age of Newton (1990)
- The Janus Faces of Genius: The Role of Alchemy in Newton's Thought (1991)
- avec Margaret Jacob Newton and the Newtonians, (1995)